# Filippo Carmagnini

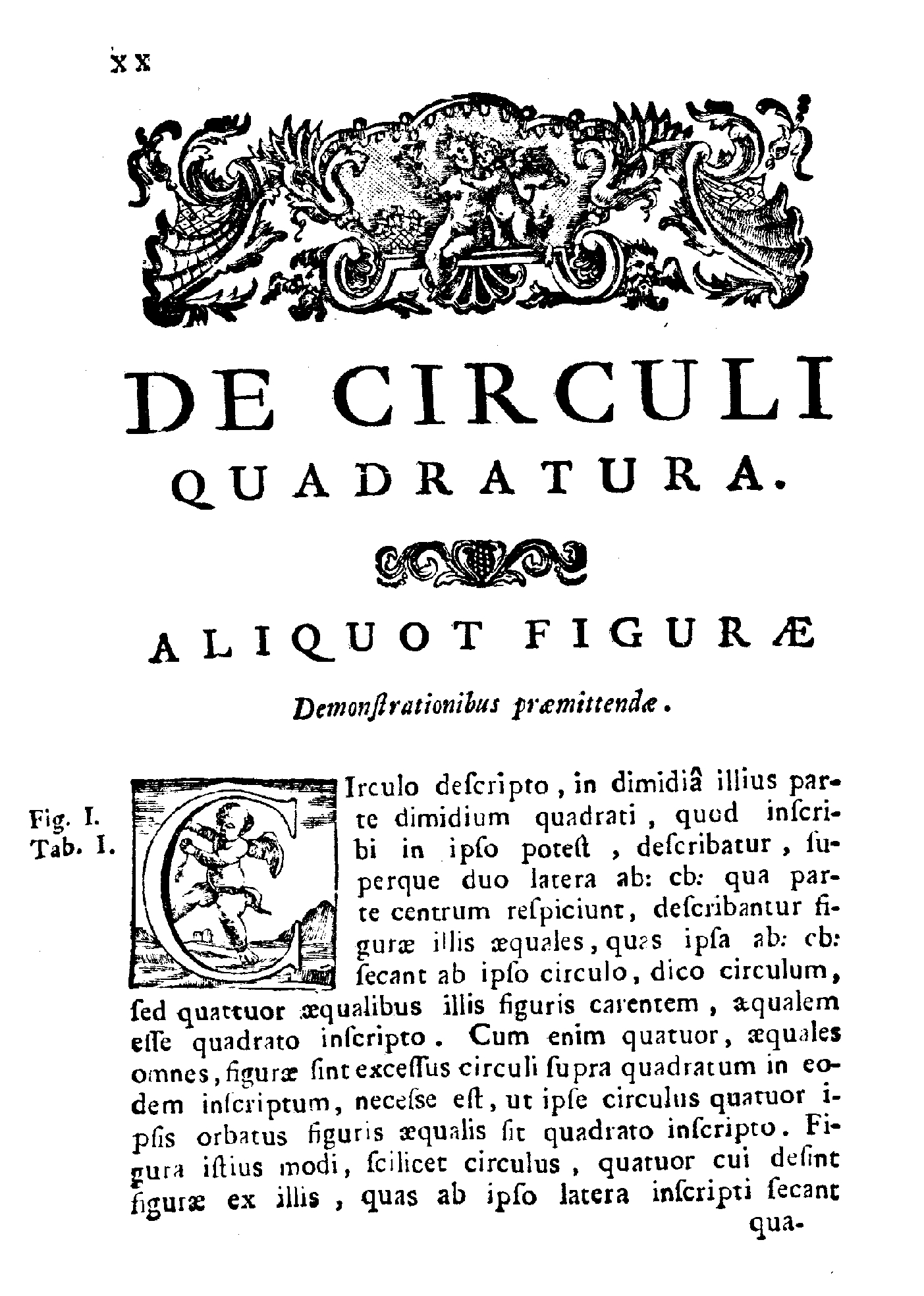
Della quadratura del circolo e del doppiamento del cubo, 1751

Filippo Carmagnini (... – XVII secolo) è stato un matematico italiano.

## Opere
- Filippo Carmagnini, Della quadratura del circolo e del doppiamento del cubo, In Firenze, Pietro Gaetano Viviani, 1751.